# Hans Christian Cornelius Mortensen

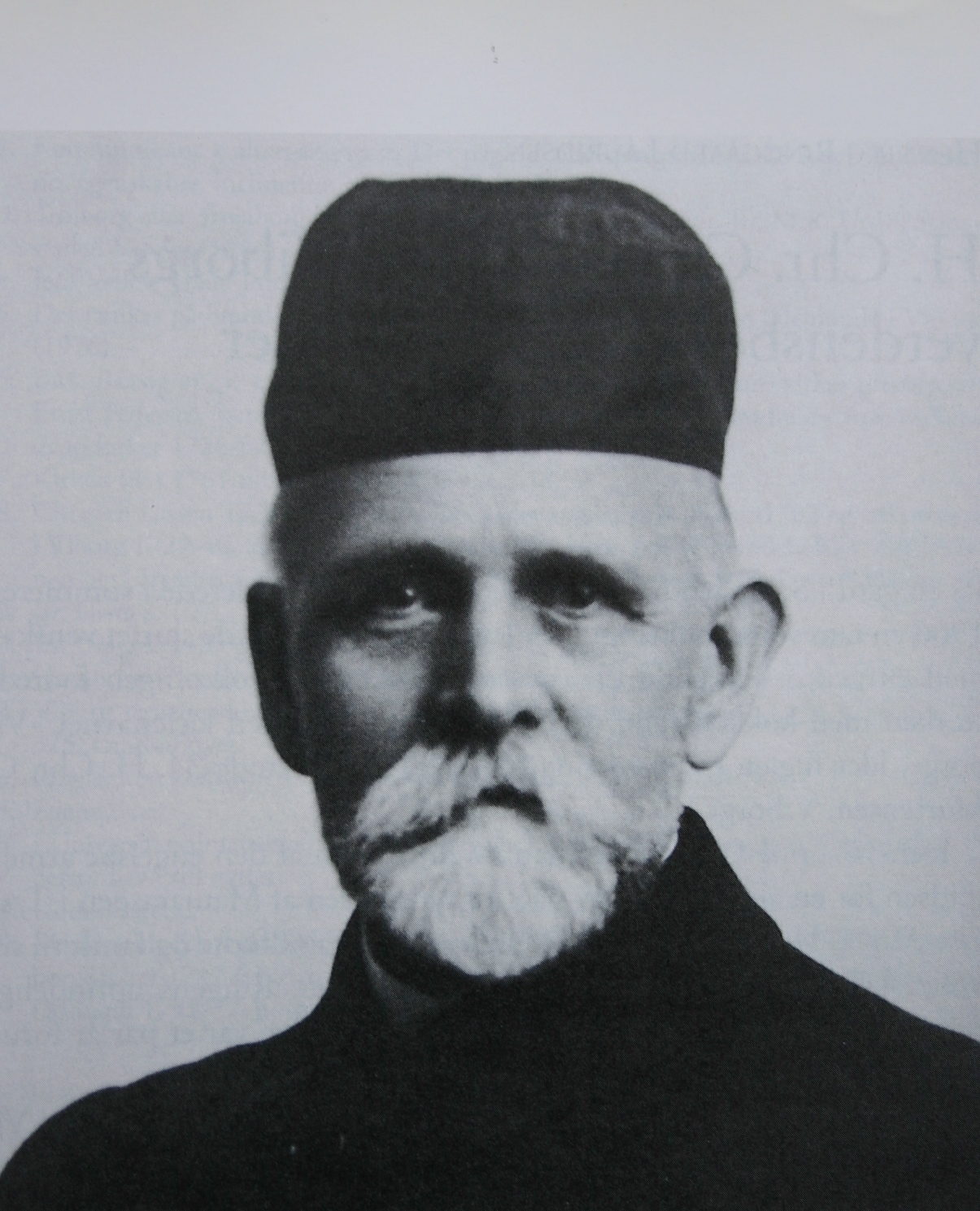
Hans Christian Cornelius Mortensen

Hans Christian Cornelius Mortensen (* 27. August 1856 in Jonstrup; † 7. Juni 1921 in Viborg) war ein dänischer Lehrer, auf den die heutige Methode der Vogelberingung zurückgeht.
Hans Chr. C. Mortensen wurde in Jonstrup auf Seeland geboren. Nach dem Abitur 1874 studierte er zuerst Theologie und danach Medizin und naturwissenschaftliche Fächer an der Kopenhagener Universität, doch ohne jemals ein Studium zu vollenden. Trotzdem bekam er 1888 eine Anstellung als Studienrat an der Lateinschule in Viborg und hier blieb er – ab 1909 als Oberstudienrat – bis zu seinem Tode.
Ornithologen versuchten gegen Ende des 19. Jahrhunderts den Vogelzug wissenschaftlich zu entschlüsseln. Man versuchte zuerst über Arbeitsgemeinschaften, sämtliche Beobachtungen über Vogelzug zusammenzutragen. Dies erwies sich bald als ein Irrweg, der keine genaueren Erkenntnisse erbrachte. Hans Christian Cornelius Mortensen begann 1899 als Erster, eingefangenen Vögeln Aluminiumringe anzulegen, die eine fortlaufende Nummer trugen und eine Adresse angaben, an die Rückmeldung gegeben werden sollte, wenn der Vogel wieder aufgefunden wurde. Nachdem Mortensen tatsächlich Meldungen von wieder gefundenen Vögeln erhalten hatte, wurde dieses Verfahren sehr rasch europaweit adaptiert. Zuerst wurde auf der Vogelwarte Rossitten auf der Kurischen Nehrung im Jahre 1900 ebenfalls mit der Beringung von Altvögeln und Nestlingen begonnen, bereits im Jahre 1909 wurde dieses Verfahren in Großbritannien wie von der Vogelwarte auf Helgoland verwendet.
Das von Mortensen etablierte Verfahren wird bis heute verwendet und liefert wertvolle Erkenntnisse über das Zugverhalten von Vogelarten.

## Quelle
- Povl Engelstoft, Svend Dahl (Hrsg.): Dansk Biografisk Leksikon. Band 16. Schultz, Kopenhagen, 2. Auflage, 1939.
- Peter Kuhlemann: Nesthocker – Weltwanderer: Ein Buch von einsamen Inseln, wandernden Vögeln und Flug und Fahrt über Land und Meer. Neumann, Radebeul / Berlin, 1952, DNB 452635012, S. 18.